# 汗
汗（あせ, Perspiration, Sweat）とは、哺乳類が皮膚の汗腺から分泌する液体である。およそ99%が水であるが、様々な溶解固形物（主に塩化物）も含む。汗を分泌することを発汗という。
ヒト（人間）においては、汗は主として体温調節の手段であるが、男性の汗の成分はフェロモンとしても機能するという説もある。サウナ風呂などで汗をかくことには体から有害物質を取り除く作用があると広く信じられているが、これには科学的根拠はない。皮膚表面からの汗の蒸発には、気化熱による冷却効果がある。よって、気温の高い時や、運動により個体の筋肉が熱くなっている時にはより多くの汗が分泌され、逆に寒さによって抑制される。
気温や体温が高い時でなくても、緊張や吐き気などによっても発汗は促進される。自律神経の乱れなどにより多くの汗をかいてしまう多汗症という病気やその症状を抑える医薬品もある（「#用語」参照）。

## 動物と人の発汗

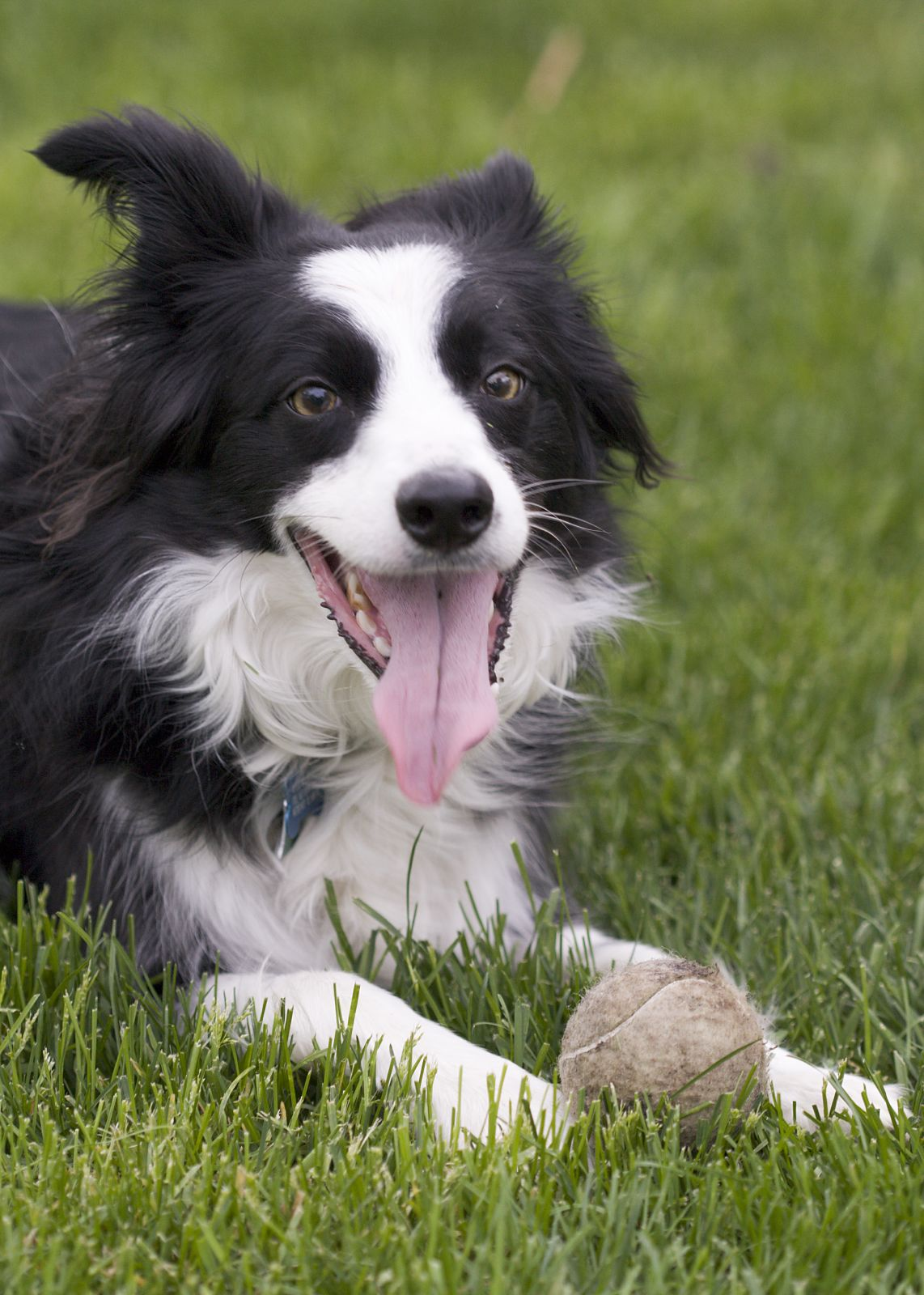
舌を垂らし体温調節をするイヌ

イヌやオオカミといったイヌ科の動物には汗腺がほとんどない。四肢の裏側に汗腺を持つが非常に小さなものである。体温調節は長い舌を垂らして激しく呼吸（パンティング）することで舌に付着した唾液を汗の代わりに蒸発させて行っている。ゾウやウサギなどは長い耳を大きく動かして、耳やその周辺に集中した血管を風にさらす事で体温調整を行っている。
また、ネコの汗腺は四肢にのみ存在して匂いを有する汗を分泌する事や、カバが皮膚を乾燥から守るために特殊な分泌物質を含んだ汗をかくが空気に触れると化学反応を起こして赤色変化する（結果的にカバの汗は赤く見える）事などが知られている。
発汗は哺乳類の多くに見られるが、冷却のために大量に汗をかくのはヒトやウマなどの限られた種類にとどまると考えられている。この発汗能力の高さが、ヒトがマラソンのような長距離走を行える理由である。アフリカの狩猟民族はこれを利用し、獲物の大型獣が体温上昇で走れなくなるまで追いかけて狩る。先史時代のヒトも同様の狩りを行っていたと推測される。発汗によって体内のナトリウム等のミネラルも同時に排出されるため、ヒトは他の動物に比べて大量の塩分の摂取を必要とする。ヒトが塩味を好むのはこのためで、汗をかく職業の人ほど塩分が多い食事を摂る傾向がある。

## 機構

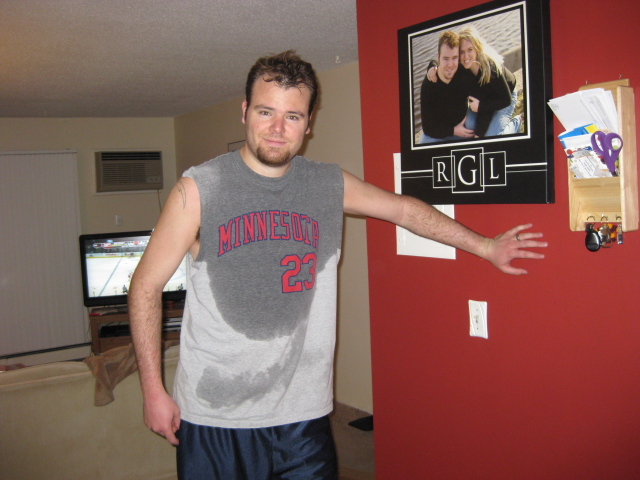
運動で汗をかいた男性

汗は体温の調節を可能とする。感熱ニューロンの位置する、視床下部の視索前野および前部にある中枢によって発汗は制御されている。視床下部の温度調整機能は、皮膚の温度受容体からのインプットによっても影響される。皮膚が高温になると発汗のための視床下部の設定値が下がり、中核温度の変化に反応して視床下部のフィードバック機構の利得が増大する。しかしながら、総体としては視床下部（中核）温度の上昇による発汗は平均皮膚温度の同様の上昇による発汗よりも遥かに多いものとなる。発汗の過程は中核温度を減少させる一方、汗の蒸発の過程は表面温度を減少させる。
神経により汗腺が刺激され発汗が行われる状況には2つある――物理的な熱による温熱性発汗と、感情的なストレスによる精神性発汗である。概して、感情による発汗は手の平、足の裏、腋、および場合により額に限られるが、物理的な熱による発汗は全身に起きる。「手に汗を握る」ような興奮したときの手の発汗は、進化的には霊長類などが木の枝を掴む際の滑り止めの役割をしていたと考えられている。指紋は指先の皮膚にある汗腺の開口部が隆起した線（隆線）により出来る紋様である。ゴリラやチンパンジーを含め多くの霊長類に見られるように湿潤な状態で物を掴んだり登ったりするような生活様式を営む動物種は独自に指紋を発達させてきた。オーストラリア大陸に生息するコアラ、北米大陸に生息する水棲哺乳動物でありイタチ科イタチ属の一種であるフィッシャーでも指紋が認められる。
汗は純粋な水ではなく、常に少量（0.2-1%）の溶質を含んでいる。ヒトが低温な気候から高温な気候へと移動すると、発汗の気候に適応的な変化が生じる。この過程は順応と呼ばれる。最大発汗率が増大し、溶質の組成が減少するのである。1日に発汗により失われる水の量には、100mlから8000mlまでの大きな幅がある。最も極端な条件下では、溶質の損失も1日に350mmol（適応後は90mmol）のナトリウムにまで達する。涼しい気候で、運動もしなければ、ナトリウムの損失は5mmol未満と非常に小さくなる。汗のナトリウム濃度は、順応の度合いにより30-65mmol/Lとなる。

## 組成
汗は血漿が汗腺で濾過されたものであり、主成分は水である。また、ミネラル、乳酸塩、尿素、皮脂も含む。ミネラルの組成には個人差があり、また熱・運動・発汗への順応状況、（運動、サウナなど）ストレス源の種類、期間、体内のミネラル組成などの条件によっても違ってくる。ミネラル分の目安としては、ナトリウムが 0.9 g/L、カリウムが 0.2 g/L、
カルシウムが 0.015 g/L、マグネシウムが 0.0013 g/L ほどである。その他の様々な微量元素も汗と共に排出される。濃度の目安（実測値には15倍ほどものばらつきがある）としては、亜鉛が 0.4 mg/L、銅が 0.3–0.8 mg/L、鉄が 1 mg/L、クロムが 0.1 mg/L、ニッケルが 0.05 mg/L、鉛が 0.05 mg/L ほどである。これらよりもさらに少ない微量元素も、それに応じた低い濃度で汗と共に体から流出するものと考えられる。ヒトの汗は血漿よりも低浸透圧である。なお、汗中のナトリウム濃度は汗腺でのナトリウム再吸収作用により変動を生じる。

## 排泄
カドミウムは、糞中に92-98%排出されるとする資料がある。
上述の通り糞以外は主要な排出経路ではない可能性があるが、汗と尿を比較した場合、赤外線サウナで10人、蒸しサウナで7人、残りは運動で汗をかいた合計20人での重金属の調査では、カドミウムが尿の約11倍、ニッケルが約14倍、鉛が約16倍、ビスマスが約18.5倍、アルミニウムが約5.5倍、尿からよりも汗からの排泄量のほうがはるかに上回っている。汗中の重金属の排泄では2012年の調査で24研究が見つかり、ヒ素では血液中より汗の方が多いがそれより尿からの排泄が多く、カドミウムは尿より汗からの方が排泄されており、鉛や水銀も比較的多い割合で汗からも排泄されており、この排泄経路は特に腎臓障害で尿から排泄できない場合に重要になる。サウナは汗中の鉛の排泄量を増加させたという研究がある。
ポリ塩化ビフェニル(PCB)は（糞と皮脂が主な排出経路だが）、その同位体によって違いがあるが汗にも尿にも同じ水準で含まれ、汗から多く排泄されている一部のPCBでは汗も重要な排泄経路である可能性がある。プラスチックに使われるビスフェノールA（BPA）の排泄の調査で、20人の参加者は、赤外線サウナで10人、蒸しサウナで7人、残りは運動で汗をかき、それぞれの発汗方法による有意な差はなく、うち16人では血液か尿からのBPAの検出はなかったが、汗からはBPAが検出されていたため汗以外を利用したほかの調査が信頼できない可能性がある。しかしまだ参加者の数が少ないため広く一般化することはできない。

## 用語
- 乏汗症（Hypohidrosis）は、理由を問わず、発汗の少ない状態である。
- 多汗症（Hyperhidrosis）は、理由を問わず、発汗の多い状態である[26]。
- 発汗漸減（Hidromeiosis）は、湿った状態において汗腺が閉塞することによる発汗の減少である[27]。

## 汗を使った慣用表現

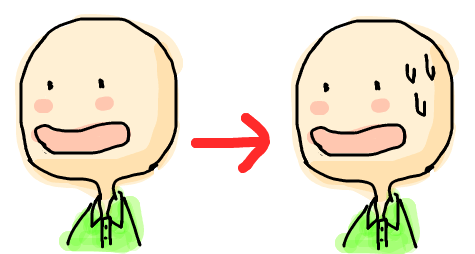
漫符の「汗マーク」

日本語には、汗を労働や努力の象徴とする「汗水たらす」「汗を流す」「血と汗の結晶」「額に汗する」、心理的な汗を表す「手に汗握る」「冷や汗をかく」「汗顔の至り」などの慣用句がある。漫画では、これらの全てを漫符の「汗マーク」で表現する。中国由来の慣用句には、体から失われ取り戻せないものとしての汗に着目した「綸言汗の如し」、書物の重さをそれを曳く牛のかく汗で表現した「汗牛充棟」などがある。英語のsweat、フランス語のsuerなどにも「苦労する」という比喩的な意味がある。

## 関連文献
- Sato K, Kang WH, Saga K, Sato KT (April 1989). “Biology of sweat glands and their disorders. I. Normal sweat gland function”. Journal of the American Academy of Dermatology 20 (4):  537–63. doi:10.1016/S0190-9622(89)70063-3. PMID 2654204.
- Ferner S, Koszmagk R, Lehmann A, Heilmann W (1990). “[Reference values of Na(+) and Cl(-) concentrations in adult sweat]” (German). Zeitschrift Für Erkrankungen Der Atmungsorgane 175 (2):  70–5. PMID 2264363.
- Nadel ER, Bullard RW, Stolwijk JA (July 1971). “Importance of skin temperature in the regulation of sweating”. Journal of Applied Physiology 31 (1):  80–7. PMID 5556967.